# آنتونی پوروسکی
آنتونی پوروسکی (انگلیسی: Antoni Porowski؛ زادهٔ ۱۴ مارس ۱۹۸۴) بازیگر، سرآشپز و مدل اهل کانادا (با ریشه لهستانی) است وی به خاطر بازی در مجموعه تلویزیونی کوئیر آی برنده جایزه امی شده‌است.
او در فیلم متظاهران و سریال ملکه، هم بازی کرده‌است.